# Csót
Csót je vesnice v Maďarsku v župě Veszprém, spadající pod okres Pápa. Nachází se asi 9 km severovýchodně od Pápy, 23 km jihovýchodně od Tétu a 30 km jihozápadně od Pannonhalmy. V roce 2015 zde žilo 987 obyvatel, z nichž 94,7 % tvoří Maďaři.
Kromě hlavní části k Csótu připadají i malé části Járóháza a Újmajor.
Csót leží na silnici 832. Je přímo silničně spojen s obcemi Bakonykoppány, Bakonyszentiván, Béb, Nagygyimót, Pápateszér, Vanyola a Ugod. Poblíže Csótu pramení potok Gecsei, který se vlévá do potoka Csikvándi-Bakony. Ten se vlévá do řeky Marcal.
V Csótu se nachází katolický kostel Szent Mihály-templom a evangelický kostel. Nachází se zde též hřbitov, hřiště, kulturní centrum Faluház, pošta, tři obchody, dva bufety a hospoda.